# 半人马小行星

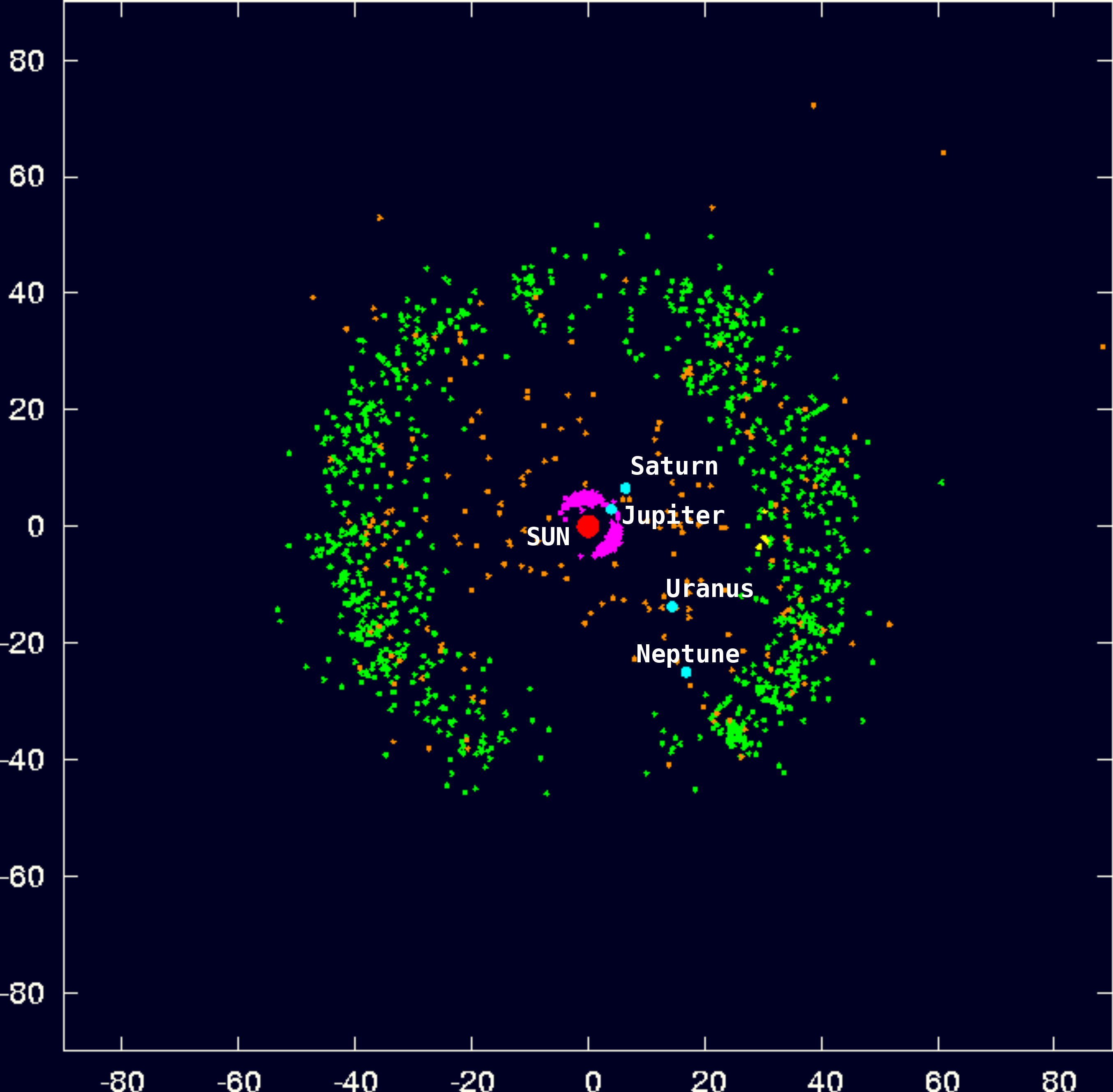
已知外太陽系天體的位置，半人馬小行星（橘色）躺在古柏帶（綠色）的內側

半人馬小行星（英語：Centaur）是一類軌道不穩定的小行星，以神話中半人馬族的神祇命名。所以選擇這一族的名稱是因為它們的行為一半像小行星，另一半則像彗星。半人馬小行星的軌道會穿越或曾經穿越過一顆或數顆氣體巨星的軌道，並且有數百萬年的動力學生命期。
第一顆類似半人馬小行星的天體是在1920年發現的小行星944（Hidalgo），但是在1977年發現凱龍之前，它們並未被認為是一個新的族群。已知最大的半人馬小行星是1997年發現的女凱龍星，它的直徑達到260公里，大小如同主帶中的一顆中等大小的小行星。
沒有半人馬小行星曾經被拍攝過近照，但有證據顯示在2004年被卡西尼號拍下特寫鏡頭的費貝可能是被土星捕獲的半人馬小行星。另一方面，哈伯太空望遠鏡也已經獲得一些飛龍星表面特徵的資訊。
截至2008年，三顆半人馬小行星被發現有彗星狀的彗髮活動：凱龍、厄開克洛斯（Echeclus）和166P/尼特，因此凱龍和厄開克洛斯暨歸屬於小行星也歸屬於彗星。其它的半人馬小行星，像是Okyrhoe被懷疑有類似彗星的活動。任何一顆受到攝動而接近太陽至足夠的距離內時，都可已被預期會成為彗星。

## 分類
半人马小行星並沒有穩定的軌道且最後會被巨大行星移出太陽系。廣義的半人馬小行星定義是一個環繞太陽的小天體，軌道穿越木星和海王星之間的一顆或多顆行星軌道。由於在這一地區的軌道，長期看來是不穩定的。即使像2000 GM137和2001 XZ255這樣目前並未穿越任何行星軌道的半人馬小行星，也會因為攝動逐漸改變軌道，直到它們的軌道與一顆或多顆大行星的軌道交會。
然而，不同的機構有不同的標準進行各種天體的分類，基本上都是建立在它們的軌道要素上：
- 小行星中心（MPC）定義半人馬小行星是近日點在木星軌道之外，而軌道半長軸比海王星短的天體[2]。
- 噴射推進實驗室（JPL）有著相似的定義，是半長軸介於木星和海王星之間的天體（5.5 AU< a'－< 30.1 AU）[3]。
- 相較之下，深度黃道巡天（DES）採用動力學的項目做為分類的依據。此種分類法是建立在模擬超過一千萬年軌道期間的變化，作為分類的依據。DES的半人馬小行星的定義是瞬時的共通性，在模擬期間任何時刻的近日點都小於海王星的軌道半長軸。如此定義的目的是要取代跨軌道的名詞，並建議目前的軌道僅有較短的生命期[4]。

海王星之外的太陽系（2008）所蒐集的是使用傳統的半人馬小行星定義，以海王星軌道的半長軸作為上限，超出這個範圍的天體在分類上就歸屬於離散盤。此外，還有一些天文學家依舊願意以在未來一千萬年的近日點在海王星的軌道以內，並且會接近至氣體巨星的希爾球的範圍內做為半人馬小行星的定義。因此，半人馬小行星可以認為是有著比離散盤天體更快、更積極交互作用的外來離散天體。
這些分類法中的差異使得一些天體難以分類，例如(44594) 1999 OX3，它的半長軸是32AU，但是與天王星和海王星的軌道交叉。在半人馬小行星的內側之中，2005 VD的近日點距離非常接近木星，JPL和DES都將它歸類為半人馬小行星。

## 軌道

### 分布

軌道已知的半人馬小行星

右邊的關係圖呈現所有已知軌道的半人馬小行星與行星軌道間的關係。對選定的天體，軌道的離心率以紅色的線段來呈現（範圍從近日點至遠日點）。
半人馬小行星的特徵之一是軌道離心率散布的範圍很廣，從離心率很高的人龍星、飛龍星、Amicus、毒龍星，到接近圓形的（女凱龍星和穿越土星軌道的小行星：Thereus, Okyrhoe）。
為了說明軌道參數的範圍，軌道非常不尋常的幾個天體在圖上被繪製成黃色：
- 1999 XS35：（阿波羅小行星）遵循一個極度扁平的軌道（e = 0.947），使他從地球軌道內側（0.94AU）到海王星的外側（>34AU）。
- 2007 TB434：遵循近似圓形的軌道（e＜0.026）。
- 2001 XZ255：有最低的軌道傾角（i<3°）。
- 達摩克里斯：軌道傾角極大的幾顆半人馬小行星之一（順行，i>70°，例如2007 DA61、2004 YH32；逆行，i<120°，例如，2005 JT50，均未顯示在圖中）。
- 2004 YH32：遵循如此高度傾斜的軌道（傾角近80°），當他接近時與太陽的距離是主帶小行星的距離，遠離時是土星的距離，它的軌道甚致不會穿越木星的軌道。有一打已知的半人馬小行星，包括德約熱扎（英文為Dioretsa，即Asteroid倒過來拼），軌道是逆行的。

### 轉變中的軌道

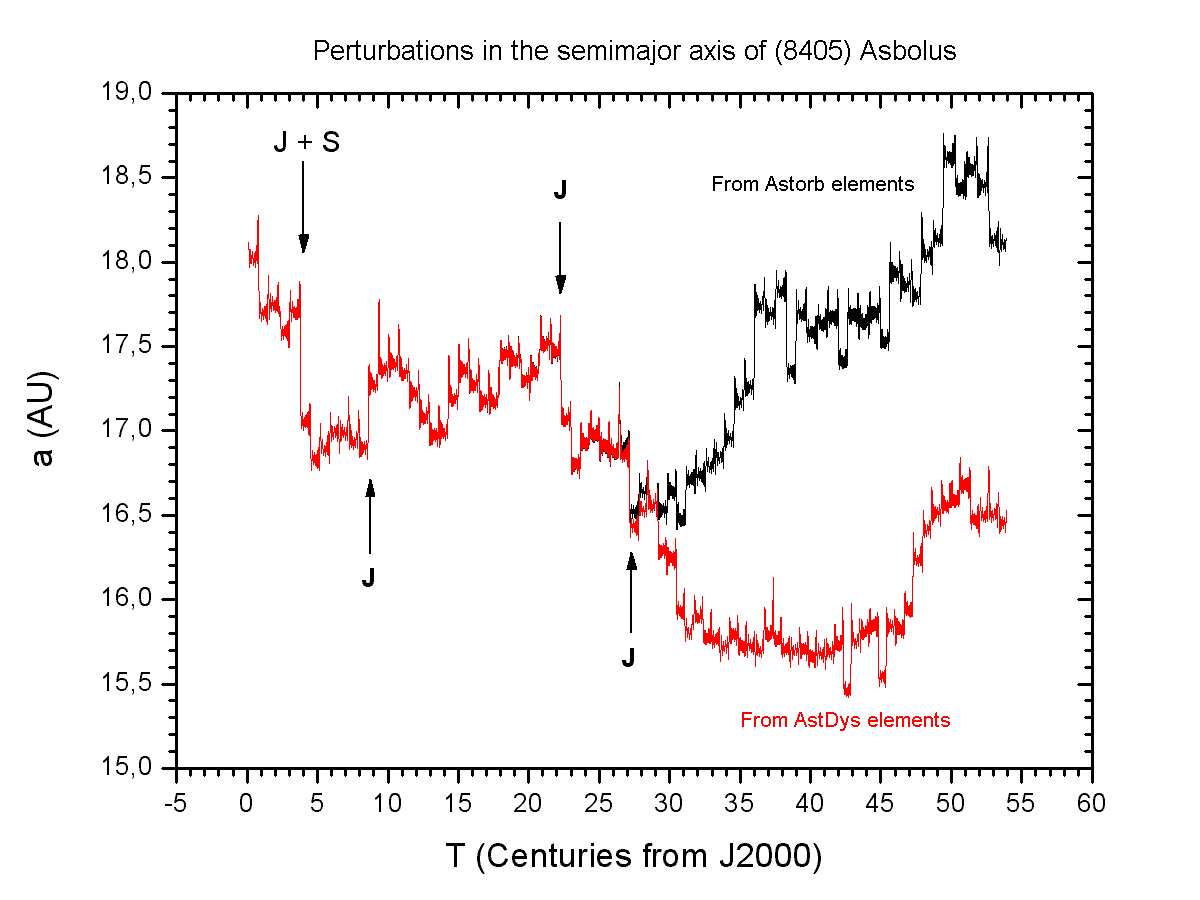
在未來5500年的飛龍星的半長軸變化。在西元4713年（27世紀後）與木星遭遇後，大幅的分歧成為兩個不同的軌道

由於半人馬小行星穿越巨大行星的軌道，又未受到軌道共振的保護，因此他們的軌道時間尺度在106 –107年之間，例如，小行星55576有與天王星接近3:4共振的不穩定軌道。對它們的軌道動力學研究顯示，半人馬小行星的軌道可能是從古柏帶轉換成短周期的木星族彗星的中繼軌道。這些可能來自受到攝動的古柏帶天體，因為受到重力的交互作用而橫越過海王星的軌道（參見起源的理論），然後成為半人馬小行星，但是它們的軌道是渾沌的，當半人馬小行星接近一顆或多顆行星時，軌道的演變相對來說是迅速的。有耶半人馬小行星會演變成跨越木星軌道的，屆時它們的近日點可能會深入內太陽系，如果它們顯現出彗星的活動，就可以歸屬於木星族彗星，而被重新分類為彗星。半人馬小行星的結局也可能是與太陽或行星碰撞，否則它們也可能因為接近行星，特別是木星，而被彈出進入星際空間。

## 物理性質

半人馬小行星的顏色分布

相對而言較小的半人馬小行星使地基天文台難以觀察其表面，但色指數和光譜可以顯示表面可能的組成，並且若深入了解還可以提供該天體的起源。

### 顏色
半人馬小行星斑駁的顏色令人費解，對任何簡單的表面組成模型都是一種挑戰。在右邊的關係圖中，色指數是經由藍色（B）、可見光（V），也就是黃-綠色，和紅色（R）濾光鏡測得的視星等。在圖中顯示了所有已知的半人馬小行星在色指數上的差異（顏色被強調）。做為參考的兩顆衛星崔頓和費貝，還有行星的火星也呈現在圖中（以黃色標幟指示，但大小未依照比例）。
半人馬小行星看起來可以分為兩類：
- 非常紅，例如人龍星。
- 藍色（或藍-灰，一作者而異），例如凱龍。

有很多理論在解釋顏色上的差異，但它們大致上可以分成兩個類別：
- 顏色的差異是因為它們的起源不同，並且或是它們的組成不同（參見下文起源的理論）
- 顏色的差異是因為輻射或彗星的活動造成太空風化在程度上的不同，使反射的表面不同。

人龍星可能在地涵有紅色的有機化合物，而凱龍因為周期性的彗星活動使冰曝露出來，使色指數呈現藍/灰色，被作為第二種類別的例子。活動和顏色之間的關聯性並不確定，但是活躍的半人馬小行星的色指數從藍色（凱龍）跨越到紅色（166P/NEAT，尼特）。或者，人龍星可能是最近才被逐出古柏帶，所以表面許多地方尚未參與轉化的過程。
A. Delsanti 等人認為有多個程序在競爭下進行，例如輻射造成紅化，而碰撞造成藍灰色
。

### 光譜
光譜上有關顆粒的大小和其他因素的解釋通常是不明確的，但是光譜能深入的提供表面的成分。與顏色一樣，觀測的光譜也能夠適合許多種的表面模型。
在許多半人馬小行星上已經證明有水冰的存在（包括凱龍、女凱龍星和人龍星）。除了水冰的特徵之外，許多其他的模型也被提出：
- 女凱龍星表面有人建議是無定形碳和托林的混合物（類似在泰坦和崔頓上檢測到的）。
- 人龍星被認為是類似泰坦的托林、松煙和橄欖石的混合物[13]，還有冰甲醇，覆蓋在表面。
- Okyrhoe的表面被認為是油母質、橄欖石混合著少量的水冰。
- 飛龍星被認為是15%類似崔頓的tholin、8%類似泰坦的tholin、37%無定形碳、和40%冰tholin的混合物。

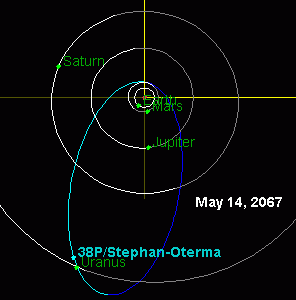
彗星38P顯示出類似半人馬小行星的行為，在1982年至2067年間接近木星、土星、和天王星

凱龍，唯一已知有彗星活動的半人馬小行星，顯得特別的複雜，光譜觀測的結果取決於觀測的時段而有所不同。水冰的特徵只出現在活動低的時期，並在活動高時消失

。

### 類似的彗星
在1988和1989年凱龍接近它的近日點時所做的觀測，發現它有彗髮（從表面蒸發出來的氣體和塵埃構成的雲氣），所以現在官方正式的分類暨是彗星，也是小行星。但是這是一顆遠遠大於典型彗星的天體，因此還有些爭議存在。正在對其他的半人馬小行星進行監測：到目前為止，Echeclus和166P/尼特這顆兩已經被發現有彗星的活動。166P/尼特的軌道雖然是一顆半人馬小行星，但是在被發現時已經展現出彗髮，因此被歸類為彗星。Echeclus被發現時雖然沒有彗髮，但目前已經有相似的活動，因此現在也列為暨是小行星，也是彗星的天體。
彗星和半人馬小行星的軌道特徵沒有明顯的區別，29P/施瓦斯曼·瓦茨曼1號彗星和39P/奧特瑪這兩顆彗星因為具有半人馬小行星形態的軌道，已經被轉為半人馬小行星。39P/奧特瑪目前處在不活動的狀態，但在1963年受到木星攝動之前，它被觀測到是處在活動中的。光度暗淡的38P/史蒂芬-奧特瑪的近日點遠遠超過木星大約是5AU之外，可能不會呈現彗髮的活動。在2200年，彗星78P/ Gehrels可能向外遷移至類似於半人馬小行星的軌道。

## 起源的理論
在半人馬小行星發展的研究上是豐富的，但仍受限於物理的資料。不同的模型提出不同的半人馬小行星的可能起源。
模擬顯示一些古柏帶天體的軌道可以受到擾動，導致這些天體被拋出成為半人馬小行星。離散盤天體是動態最佳的候選人。像這樣的驅逐，但它們的顏色不能符合半人馬小行星天然的雙色性。冥族小天體是古柏帶中自然擁有類似雙色性的天體，有人認為由於受到冥王星的攝動，並非所有的冥族小天體軌道都如想像中的穩定

更多古柏帶天體的物理資料預期能引導未來的發展。
新視野號太空船將在2010年飛越另一顆半人马小行星——2002 GO9（(83982) 2002 GO9）。

## 值得注意的半人馬小行星
著名的半人馬小行星包括：
| 名稱     | 年度 | 發現者                      | 半生命期 （預期的） | 分類 |
| -------- | ---- | --------------------------- | ------------------- | ---- |
| Amycus   | 2002 | 在帕洛馬的NEAT計畫          | 1110萬年            | UE   |
| Hylonome | 1995 | 毛納基山天文台              | 630萬年             | UN   |
| 女凱龍星 | 1997 | 太空監視                    | 1030萬年            | U    |
| 飛龍星   | 1995 | 太空監視（James V. Scotti） | 86萬年              | SN   |
| 毒龍星   | 1993 | 太空監視（大衛·拉比諾維茨） | 490萬年             | SE   |
| 人龍星   | 1992 | 太空監視（大衛·拉比諾維茨） | 128萬年             | SN   |
| 凱龍     | 1977 | 查爾斯·科瓦爾               | 103萬年             | SU   |

## 註解
1. ↑  這張圖的目的在顯示，如果一顆天體的半長軸介於木星和海王星之間，就會被歸類為半人馬小行星。最後更新日期：2008年10月。

## 外部連結
- 半人馬小行星及黃道離散天體列表 (英)（页面存档备份，存于）
- 土衛九——費貝星--太陽系探索者（页面存档备份，存于）